# (9767) Мидсомер Нортон
(9767) Мидсомер Нортон (лат. Midsomer Norton) — небольшой астероид внешней части главного пояса, который был открыт 10 марта 1992 года английским астрономом D. I. Steel в обсерватории Сайдинг-Спринг и назван в честь небольшого английского городка Мидсомер-Нортон, в котором родился первооткрыватель.

Орбита астероида Мидсомер Нортон и его положение в Солнечной системе

Это один из немногих астероидов, расположенных в зоне сильнейшего орбитального резонанса с Юпитером 2:1.